# Catedral de la Consolata (Teherán)
La Catedral de la Consolata o simplemente Catedral católica de Teherán es el nombre que recibe un edificio religioso de la Iglesia Católica que sigue el rito latino o romano y se encuentra ubicada en la ciudad de Teherán la capital del país asiático de Irán. No debe confundirse con la otra catedral católica de la ciudad la Catedral de San José que sigue el rito católico Caldeo (sirio-oriental).
El templo se ubica cerca de la embajada Italiana en Teherán y la calle Nofel Loshato. Se trata de la Iglesia principal de la arquidiócesis de Teherán-Isfahán que fue creada en 1629 por el papa Urbano VIII.
Se encuentra bajo la responsabilidad pastoral del obispo Sarkis Davidian. Debido a la diversidad de nacionalidades de los cristianos en la ciudad, ofrece servicios religiosos en diversas lenguas.